# Tricentrus porrectus
Tricentrus porrectus är en insektsart som beskrevs av William D. Funkhouser 1929. Tricentrus porrectus ingår i släktet Tricentrus och familjen hornstritar. Inga underarter finns listade i Catalogue of Life.